# کاماری مورفی
کاماری مورفی (انگلیسی: Kamari Murphy؛ زادهٔ ۱۴ دسامبر ۱۹۹۳) بازیکن بسکتبال اهل ایالات متحده آمریکا است.